# Miran Kolbl
Miran Kolbl, slovenski violinist, * 28. maj 1968, Maribor.
Violino je študiral v Kölnu pri mojstru Igorju Ozimu in v Bernu. Je koncertni mojster Orkestra Slovenske filharmonije. Prejel je dve nagradi Prešernovega sklada (1999, 2000)